# Comissão de Direitos Humanos e Minorias da Câmara dos Deputados do Brasil
A Comissão de Direitos Humanos e Minorias é uma das comissões permanentes da Câmara dos Deputados do Brasil, que analisa os assuntos e propostas legislativas a ela pertinentes.

## Histórico
A primeira tentativa de criação de uma comissão de direitos humanos na Câmara dos Deputados ocorreu em 1987, por iniciativa da deputada federal Benedita da Silva. Em 1991, através do Projeto de Resolução nº 43, de 1991, a deputada voltou a apresentar o mesmo projeto, o qual foi novamente arquivado sob a alegação que a comissão deveria ser uma "Subcomissão da Comissão de Justiça e Redação".
A Comissão de Direitos Humanos só seria efetivamente criada em 1995, através do Projeto de Resolução nº 231, por iniciativa do deputado Nilmário Miranda, que tornou-se seu primeiro presidente.

## Áreas de atividade
De acordo com o regimento interno da Câmara, as atividades da CDHM são:
- Recebimento, avaliação e investigação de denúncias relativas a ameaça ou violação de direitos humanos;
- Fiscalização e acompanhamento de programas governamentais relativos à proteção dos direitos humanos;
- Colaboração com entidades não-governamentais, nacionais e internacionais, que atuem na defesa dos direitos humanos;
- Pesquisas e estudos relativos à situação dos direitos humanos no Brasil e no mundo, inclusive para efeito de divulgação pública e fornecimento de subsídios para as demais Comissões da Casa;
- Assuntos referentes às minorias étnicas e sociais, especialmente aos índios e às comunidades indígenas; regime das terras tradicionalmente ocupadas pelos índios;
- Preservação e proteção das culturas populares e étnicas do País;

As Comissões Permanentes são órgãos técnicos criados pelo Regimento Interno da Casa e constituídos de deputados(as), com a finalidade de discutir e votar as propostas de leis que são apresentadas à Câmara.

## Lista de presidentes
| Nº | Presidente              | Período do mandato | Partido                             | Estado            |
| -- | ----------------------- | ------------------ | ----------------------------------- | ----------------- |
| 1  | Nilmário Miranda        | 1995 e 1999        | Partido dos Trabalhadores PT        | Minas Gerais      |
| 2  | Hélio Bicudo            | 1996               | Partido dos Trabalhadores PT        | São Paulo         |
| 3  | Pedro Wilson Guimarães  | 1997               | Partido dos Trabalhadores PT        | Goiás             |
| 4  | Eraldo Trindade         | 1998               | Partido Progressista Brasileiro PPB | Amapá             |
| 5  | Marcos Rolim            | 2000               | Partido dos Trabalhadores PT        | Rio Grande do Sul |
| 6  | Nelson Pelegrino        | 2001               | Partido dos Trabalhadores PT        | Bahia             |
| 7  | Orlando Fantazzini      | 2002               | Partido dos Trabalhadores PT        | São Paulo         |
| 8  | Enio Bacci              | 2003               | Partido Democrático Trabalhista PDT | Rio Grande do Sul |
| 9  | Mário Heringer          | 2004               | Partido Democrático Trabalhista PDT | Minas Gerais      |
| 10 | Iriny Lopes             | 2005 e 2010        | Partido dos Trabalhadores PT        | Espírito Santo    |
| 11 | Luiz Eduardo Greenhalgh | 2006               | Partido dos Trabalhadores PT        | São Paulo         |
| 12 | Luiz Couto              | 2007, 2009 e 2018  | Partido dos Trabalhadores PT        | Paraíba           |
| 13 | Pompeo de Mattos        | 2008               | Partido Democrático Trabalhista PDT | Rio Grande do Sul |
| 14 | Manuela d'Ávila         | 2011               | Partido Comunista do Brasil PCdoB   | Rio Grande do Sul |
| 15 | Domingos Dutra          | 2012               | Partido dos Trabalhadores PT        | Maranhão          |
| 16 | Marco Feliciano         | 2013               | Partido Social Cristão PSC          | São Paulo         |
| 17 | Assis do Couto          | 2014               | Partido dos Trabalhadores PT        | Paraná            |
| 18 | Paulo Pimenta           | 2015               | Partido dos Trabalhadores PT        | Rio Grande do Sul |
| 19 | Padre João              | 2016               | Partido dos Trabalhadores PT        | Minas Gerais      |
| 20 | Paulão                  | 2017               | Partido dos Trabalhadores PT        | Alagoas           |
| 21 | Luiz Couto              | 2018               | Partido dos Trabalhadores PT        | Paraíba           |
| 22 | Helder Salomão          | 2019 e 2020        | Partido dos Trabalhadores PT        | Espírito Santo    |
| 23 | Carlos Veras            | 2021               | Partido dos Trabalhadores PT        | Pernambuco        |
| 24 | Orlando Silva           | 2022               | Partido Comunista do Brasil PCdoB   | São Paulo         |
| 25 | Luizianne Lins          | 2023               | Partido dos Trabalhadores PT        | Ceará             |
| 26 | Daiana Santos           | 2024               | Partido Comunista do Brasil PCdoB   | Rio Grande do Sul |

## Polêmicas

### 2013
- 26 de março
  - A bancada do PSC na câmara decide manter o deputado e pastor Marco Feliciano como presidente da Comissão. Apesar do argumento do presidente da câmara, Henrique Eduardo Alves, de que sua permanência no posto impede o andamento das atividades da Comissão, e atrapalha a câmara como um todo[32].
- 2 de abril
  - Durante um sermão na cidade de Passos, na sexta-feira santa 29/03/2013, o pastor Feliciano disse que antes dele a Comissão de Direitos Humanos era dominada por Satanás. A declaração fez Antônia Lucia comunicar ao partido que deixaria o cargo, pois participa da Comissão há 3 anos. Após um pedido de desculpas do deputado, explicando dissera Satanás no sentido de adversários, conversar com ele, e com André Moura (SE), aceitou o pedido de desculpas e não deixou a função[33].
- 3 de abril
  - Foi aprovado um requerimento para proibir a entrada do público durante as reuniões da comissão.[34], assim como a viagem de Feliciano à Bolívia para avaliar o caso de 12 torcedores do Corinthians detidos pela morte de um jovem boliviano durante uma partida de futebol[34]

### 2018
Em abril, a juíza Carolina Moura Lebbos, da 12ª Vara de Execuções Penais de Curitiba, vetou a entrada de deputados federais da Comissão na cela do ex-presidente Luiz Inácio Lula da Silva. A alegação da juíza é de que já ocorrera, naquele mês, diligência realizada pela Comissão de Direitos Humanos e Participação Legislativa do Senado Federal.